# Limnophora aquula
Limnophora aquula är en tvåvingeart som beskrevs av Shinonaga 2005. Limnophora aquula ingår i släktet Limnophora och familjen husflugor. Inga underarter finns listade i Catalogue of Life.